# Retinal
Retinalul (retinal all-trans; denumit și retinaldehidă) este un compus organic, o formă de vitamina A, fiind de fapt derivatul aldehidic al retinolului. Prezint un cromofor polienic și se leagă de opsină formând rodopsina, o moleculă implicată în vedere.